# Specie di Pacullidae
Di seguito vengono descritte i 4 generi e le 38 specie della famiglia di ragni Pacullidae note a dicembre 2020.

## Lamania
- Lamania Lehtinen, 1981
  - Lamania bernhardi (Deeleman-Reinhold, 1980) — Borneo
  - Lamania bokor Schwendinger & Košulič, 2015 — Cambogia
  - Lamania gracilis Schwendinger, 1989 — isola di Bali
  - Lamania inornata (Deeleman-Reinhold, 1980) — Borneo
  - Lamania kraui (Shear, 1978) — Thailandia, Malaysia
  - Lamania lipsae Dierkens, 2011 — Borneo
  - Lamania nirmala Lehtinen, 1981 — Borneo
  - Lamania sheari (Brignoli, 1980) — Indonesia (Celebes)

## Paculla
- Paculla Simon, 1887
  - Paculla bukittimahensis Lin & Li, 2017 — Singapore
  - Paculla cameronensis Shear, 1978 — Malaysia
  - Paculla globosa Lin & Li, 2017 — Singapore
  - Paculla granulosa (Thorell, 1881) — Nuova Guinea
  - Paculla mului Bourne, 1981 — Borneo
  - Paculla negara Shear, 1978 — Malaysia
  - Paculla sulaimani Lehtinen, 1981 — Malaysia
  - Paculla wanlessi Bourne, 1981 — Borneo

## Perania
- Perania Thorell, 1890
  - Perania annam Schwendinger & Košulič, 2015 — Vietnam
  - Perania armata (Thorell, 1890) — Indonesia (Sumatra)
  - Perania birmanica (Thorell, 1898) — Myanmar
  - Perania cerastes Schwendinger, 1994 — Malaysia
  - Perania coryne Schwendinger, 1994 — Malaysia
  - Perania deelemanae Schwendinger, 2013 — Indonesia (Sumatra)
  - Perania egregia Schwendinger, 2013 — Thailandia
  - Perania ferox Schwendinger, 2013 — Thailandia
  - Perania harau Schwendinger, 2013 — Indonesia (Sumatra)
  - Perania korinchica Hogg, 1919 — Indonesia (Sumatra)
  - Perania nasicornis Schwendinger, 1994 — Thailandia
  - Perania nasuta Schwendinger, 1989 — Thailandia
  - Perania nigra (Thorell, 1890) — Indonesia (Sumatra)
  - Perania picea (Thorell, 1890) — Indonesia (Sumatra)
  - Perania quadrifurcata Schwendinger, 2013 — Thailandia
  - Perania robusta Schwendinger, 1989 — Cina, Thailandia
  - Perania selatan Schwendinger, 2013 — Indonesia (Sumatra)
  - Perania siamensis Schwendinger, 1994 — Thailandia
  - Perania tumida Schwendinger, 2013 — Thailandia
  - Perania utara Schwendinger, 2013 — Indonesia (Sumatra)

## Sabahya
- Sabahya Deeleman-Reinhold, 1980
  - Sabahya bispinosa Deeleman-Reinhold, 1980 — Borneo
  - Sabahya kinabaluana Deeleman-Reinhold, 1980 — Borneo

### Genere fossile
- †Furcembolus Wunderlich 2008 (9 specie) ambra birmana, Myanmar, Cenomaniano